# Flugplatz Valbrembo

i7
i11
i13
Der Flugplatz Valbrembo (it.: Aeroporto di Valbrembo “Sergio Aldo Capoferri”, ICAO-Code: LILV) befindet sich in der norditalienischen Region Lombardei, rund 8 km westlich von Bergamo bei dem Ort Valbrembo.

## Infrastruktur und Nutzung
Der am Fuß der Alpen zwischen dem Fluss Brembo im Westen und dem Ort Valbremba im Osten gelegene Flugplatz hat eine 700 Meter lange asphaltierte Start- und Landebahn und eine parallel dazu verlaufende Graspiste, beide mit der Ausrichtung 02/20. Auf der östlichen Seite des Flugplatzgeländes befinden sich kleinere Rollwege, Vorfelder, Hallen und sonstige Abfertigungseinrichtungen. Der Flugplatz dient der Allgemeinen Luftfahrt. Von Bedeutung ist insbesondere der Segelflugsport. Betrieben wird der Flugplatz von dem örtlichen Segelflugverein Aeroclub Volovelistico Alpino (AVA), der dort auch eine Flugschule unterhält. Vor Ort hat sich das Unternehmen Cantor Air mit einer Flugschule und einem Instandsetzungsbetrieb (Cantor Air Tech) angesiedelt.

## Geschichte
In der Umgebung von Bergamo wurde 1911 in Osio Sotto ein erster Flugplatz eingerichtet. Im Jahr 1916 folgte zwischen Brembate di Sopra und Ponte San Pietro, wenige hundert Meter südwestlich des heutigen Flugplatzes Valbrembo, die Eröffnung eines Militärflugplatzes, auf dem sich nach dem Ersten Weltkrieg das Unternehmen Airone ansiedelte. Nachdem es sich zunächst auf die Luftbildmessung und die Pilotenausbildung konzentriert hatte, wurde es auch im Flugzeugbau und in der Luftfahrzeug-Instandhaltung aktiv. Im Jahr 1927 änderte es seinen Namen in Cantieri Aeronautici Bergamaschi (CAB) und 1938, nachdem es von Giovanni Battista Caproni übernommen worden war, in Caproni Aeronautica Bergamasca. Für Caproni baute es Flugzeuge diverser Typen, im Zweiten Weltkrieg auch für Reggiane. Dieses Flugplatzgelände wurde nach dem Krieg vollständig überbaut. In den 1930er Jahren wurden bei Bergamo weitere Flugplätze angelegt, darunter der Flugplatz Valbrembo, der jedoch nie die Bedeutung des benachbarten Platzes Brembate/Ponte San Pietro erlangte. Ab 1972 modernisierten Segelflugpiloten unter der Leitung des Ingenieurs Sergio Aldo Capoferri den Flugplatz. Nach Capoferri, dem langjährigen Vorsitzenden des örtlichen Luftsportvereins, ist der Flugplatz heute benannt.